# Catherine d'Angleterre
Catherine d'Angleterre (25 novembre 1253 - 3 mai 1257) est le cinquième enfant d'Henri III d'Angleterre et d'Éléonore de Provence. Elle est née soit sourde-muette, soit sourde et mentalement déficiente et est très malade. Elle ne survit pas à sa quatrième année et meurt au château de Windsor. 

## Biographie

### Naissance

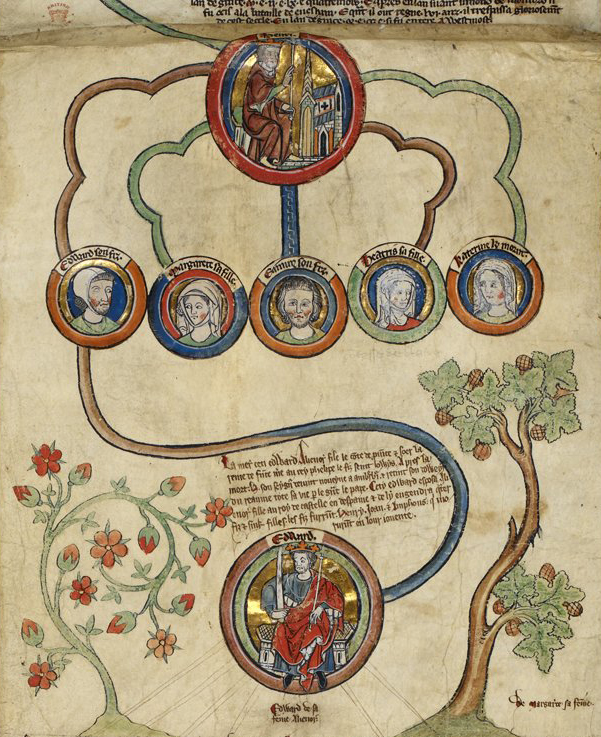
Arbre généalogique du début du XIVe siècle montrant Henri III d'Angleterre (en haut) et ses enfants (de gauche à droite) : Édouard, Marguerite, Béatrice, Edmond et Catherine.

Catherine naît tôt le matin au palais de Westminster à Londres. Elle est décrite comme la plus belle de toutes les filles du roi même s'il est alors évident qu'elle est différente. Matthieu Paris la décrit comme « la plus belle fille, mais muette et inutile » bien que cela n'ait pas d'importance pour ses parents qui l'adorent pour sa beauté et sa délicatesse. Elle est baptisée par l'archevêque de Cantorbéry, Boniface de Savoie, son grand-oncle maternel, qui est également son parrain. Elle reçoit le prénom de Catherine parce qu'elle est née le jour de la fête de sainte Catherine d'Alexandrie.

### Enfance
Catherine, qui souffre peut-être d'une maladie dégénérative comme le syndrome de Rett, est soit sourde-muette, soit sourde et mentalement déficiente. En tout cas, cela ruine les espoirs de mariage de ses parents pour elle et elle n'est jamais fiancée. Peu de temps après sa naissance, la reine doit quitter l'Angleterre et rejoindre son mari en Gascogne, laissant l'enfant au château de Windsor. Emma le Despencer est nommée gouvernante, assistée de deux nourrices, Agnès et Avisa. L'année suivante, le roi et la reine reviennent et le roi le 2 mai 1255 ordonne la confection « de vêtements en or, avec des bordures brodées des armoiries du roi », pour Catherine. 

### Mort
À l'automne 1254, Catherine tombe gravement malade et est envoyée chez Emma le Despencer à Swallowfield,. Elle y a quelques compagnons de son âge et, pour son propre amusement, le roi fait capturer une chèvre dans le Windsor Great Park pour que sa fille joue avec.
Le changement semble profiter à la petite princesse maladive et elle n'est pas ramenée au château de Windsor, mais elle fait une rechute à la fin de 1256. Pendant ce temps, trois de ses frères décèdent dans la même semaine en raison d'une épidémie de variole. Par ordre du roi, un rapport sur son état lui est envoyé par un messager spécial lors de son expédition en France et lorsqu'il apprend sa convalescence, il ordonne qu'une « icône en argent faite à l'image d'une femme » soit placée à l'Abbaye de Westminster comme offrande votive, et le porteur de la nouvelle reçoit « une belle robe ».   
Cependant, Catherine meurt le 3 mai 1257, après avoir été ramenée d'urgence au château de Windsor.

### Enterrement et postérité
Le roi offre aux nourrices une somme équivalente à 100 livres sterling. L'enterrement est somptueux. Catherine est inhumée dans le déambulatoire de l'abbaye de Westminster, dans l'espace entre les chapelles du roi Édouard et de Saint-Benet, près du tombeau de son oncle Guillaume de Valence. Un splendide monument est élevé à sa mémoire par le roi, riche en serpentine et en mosaïques, et surmonté d'une image en argent de son enfant, réalisée par l'orfèvre du roi pour 70 marks. L'ermite de Charing fut payé cinquante shillings par an aussi longtemps qu'il vécut, afin qu'il assiste un aumônier pour prier quotidiennement pour l'âme de Catherine. 
Après la mort de Catherine et de ses frères, Henri et Éléonore ont le cœur brisé, et la reine en tombe malade de chagrin. Ils n'ont plus d'autres enfants et perdent leur plus jeune fils, Henri, plus tard cette année-là.